# Ananteris coinaui
Ananteris coinaui es una especie de escorpión del género Ananteris, familia Buthidae. Fue descrita científicamente por Lourenço en 1982.
Habita en Guayana Francesa.